# Das Gänseblümchen wird entblättert
Das Gänseblümchen wird entblättert ist ein französischer Spielfilm aus dem Jahr 1956 von Marc Allégret mit Brigitte Bardot und Daniel Gélin in den Hauptrollen.

## Handlung
Agnès Dumont, Tochter eines angesehenen Generals in der südfranzösischen Provinz, verfasst unter ihren Initialen A.D. einen skandalbehafteten Roman, der es in sich hat. Das Werk trägt den Titel „En effeuillant la marguerite“ (Das Gänseblümchen wird entblättert) und ist als gallige Satire auf ihre provinzielle Heimat und die angebliche „feine Gesellschaft“ von Vichy gehalten. Als die Identität der Verfasserin herauskommt, will Papa General sein ungezogenes Töchterchen schnellstmöglich auf ein sittenstrenges Internat schicken. Ehe es zum Äußersten kommen kann, entwischt Agnès auf dem Bahnhof in einen Zug, der aber nicht ins abgeschiedene Mädchenkloster führt, sondern stattdessen in den „Sündenpfuhl“ Paris. Unterwegs lernt sie den Journalisten Daniel Roy kennen und freundet sich mit ihm an. In Paris kommt Agnès zunächst bei ihrem Bruder Hubert unter, einem angeblich erfolgreichen Künstler, der seine Zelte im Balzac-Museum der französischen Hauptstadt aufgeschlagen hat. Dort dient er allerdings mitnichten der hohen (literarischen) Kunst, sondern verdient seinen kargen Lohn sehr bodenständig als Museumsführer.
Bald nagt die finanzielle Not allenthalben, und Agnès macht lange Finger und stibitzt eine Balzac-Originalausgabe, die sie teuer verkaufen will. Darüber hinaus beschließt sie, an einem gut dotierten Amateurwettbewerb um den besten Striptease-Tanz teilzunehmen. Der Zufall will es, dass ausgerechnet ihre Zugbekanntschaft Daniel über diesen Wettbewerb berichten soll, mit Fotos, die sein Kumpan Roger schießt. Als Agnès dieses Umstands gewahr wird, legt sie sich augenblicklich eine Maske an und nennt sich „Sophie“. Bald kann sich der verliebte Daniel nicht mehr entscheiden, ob er nun Agnès oder „Sophie“ lieber mag. „Sophies“ Auftritt wird zu einem vollen Erfolg, und Agnès muss wohl oder übel am Finale dieser euphemistisch als „Schönheitswettbewerb“ getarnten Veranstaltung teilnehmen, und die soll ausgerechnet in Vichy stattfinden! Am Ende geht alles entsprechend den damaligen Moralvorstellungen doch noch gut aus: Tochter Agnès und Monsieur le General versöhnen sich, und die neue Schönheitskönigin hat in Daniel ihren Herzbuben gefunden, der sie heiratet.

## Produktionsnotizen
Das Gänseblümchen wird entblättert entstand zwischen dem 13. Februar und dem 14. April 1956 und wurde am 5. Oktober desselben Jahres uraufgeführt. Die Deutschland-Premiere fand am 11. Januar 1957 statt.
Alexandre Trauner und Auguste Capelier gestalteten die Filmbauten.

## Synchronisation
| Rolle               | Darsteller        | Synchronsprecher    |
| ------------------- | ----------------- | ------------------- |
| Agnès Dumont        | Brigitte Bardot   | Margot Leonard      |
| Daniel Roy          | Daniel Gélin      | Werner Bruhns       |
| Roger Vital         | Robert Hirsch     | Wolfgang Spier      |
| Hubert Dumont       | Darry Cowl        | Alwin Joachim Meyer |
| General Dumont      | Jacques Dumesnil  | Wolfgang Eichberger |
| Alexis              | Mischa Auer       | Werner Lieven       |
| Striptease-Besucher | Michel Constantin | Harald Leipnitz     |

Manfred R. Köhler führte die Dialogregie nach einem Buch von Paula Lepa.

## Kritiken
Der Film stieß auf recht unterschiedliche Resonanz, nachfolgend mehrere Beispiele:
Die zeitgenössische Kritik reagierte bisweilen moralinsauer bis empört. Der Spiegel meinte “Die französische Generalität, der Strip-Tease-Rummel und ein als leicht verblödet dargestellter Zeitungsbetrieb dienen als Witzzielscheiben in jenen kurzen Abschnitten, da Brigitte Bardot, die erotische Schmollschnute aus Paris, nicht gerade damit beschäftigt ist, ihre Formen vor die Linse zu reichen … Die Spannung bezieht dieser Film … ausschließlich aus den knapp geschneiderten Kostümen des Stars.” In Heinrich Fraenkels „Unsterblicher Film“ ist zu lesen: „Ein im wesentlichen durch „Fleischbeschau“ und groteskkomischen Verwicklungen wirksames Lustspiel“.
Das Handbuch V der katholischen Filmkritik „6000 Filme“ wetterte nur wenige Jahre nach der Premiere: „Die scheinbar harmlose Liebesgeschichte ist gesinnungsmäßig nicht ohne Anstößigkeit, so daß sich trotz der spürbaren Zensurschnitte erhebliche Vorbehalte ergeben.“ Im Lexikon des Internationalen Films aus demselben Haus heißt es Jahrzehnte später: „Der Film wurde seinerzeit von der FSK so sehr verstümmelt, daß nicht einmal die schwache Handlung richtig erhalten blieb. So bietet heute die damalige Kühnheit bestenfalls anspruchslos-komische Unterhaltung mit einigen gelungenen satirischen Szenen.“
Auch in den Vereinigten Staaten fand der Film reichlich Beachtung, die alles in allem etwas freundlicher ausfiel. Dort war 1957 in der Washington Post, es handele sich hierbei um „einen der nettesten Komödien dieses Sommers“, während die Los Angeles Times den Streifen einen „überaus herrliche, freche und sehr lustige Komödie“ bezeichnete, in der die Bardot „reines Gold erziele.“ Fazit: Das Ganze sei „ganz und gar eine Spaßveranstaltung, die nicht versucht, irgendetwas zu beweisen.“ Lediglich die New York Times zeigte sich unbeeindruckt. Deren Kritiker schimpfte, „die einzige Entschuldigung für diese … unlustige romantische Komödie ist Brigitte Bardot“ und resümierte: „Der Film ist ziemlich schrecklich. Er hätte es nicht sein müssen.“
In einer Betrachtung zu Brigitte Bardot schrieb Enno Patalas in dem 1967 erschienenen Bändchen Stars – Geschichte der Filmidole über die Französin, die mit diesem Film und dem ebenfalls 1956 gedrehten Und immer lockt das Weib endgültig zum Topstar des französischen Kinos aufgestiegen war: „Den Grundstein zu ihrer Starkarriere legte dann En effeuillant la Marguerite (Das Gänseblümchen wird entblättert, 1956), wieder unter der Regie Marc Allegrets. Die Rolle des Mädchens aus gutem Hause, das ausreißt und durch ihre Entkleidungskünste die Metropole erobert, entsprach in großen Zügen ihrer Biografie. Filmporträt und Privatleben begannen zusammenzuwachsen.“